# Hirschberg (Renânia-Palatinado)
Hirschberg é um município da Alemanha localizado no distrito de Rhein-Lahn, estado da Renânia-Palatinado.
Pertence ao Verbandsgemeinde de Diez.